# Contea di Quairading
La contea di Quairading è una delle 43 local government areas che si trovano nella regione di Wheatbelt, in Australia Occidentale. Essa si estende su di una superficie di circa 2.018 chilometri quadrati ed ha una popolazione di 1.022 abitanti.